# Linderspitzen

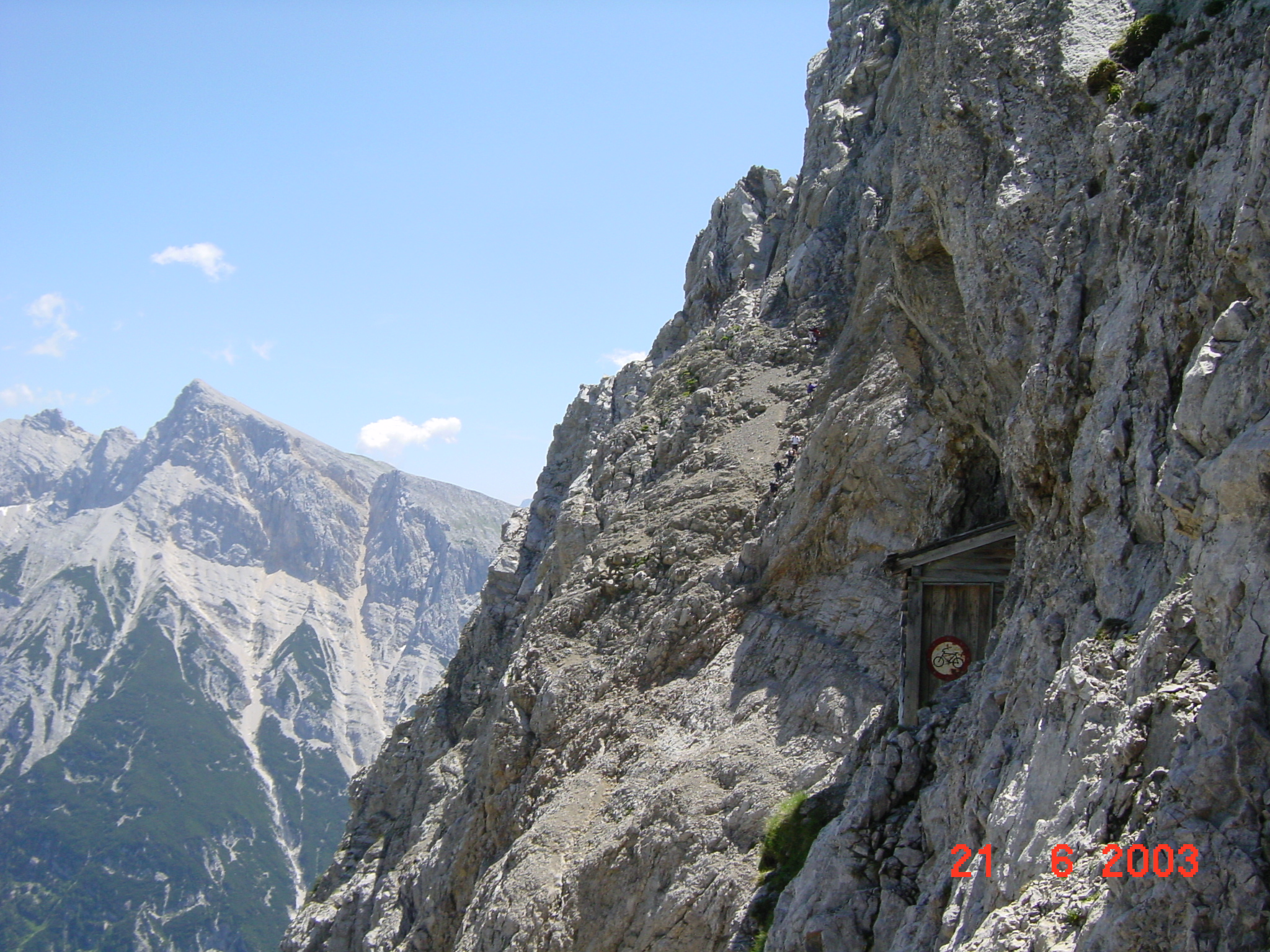
Fahrradverbotsschild

Die Linderspitzen sind drei Gipfel im Karwendel auf der Grenze zwischen Deutschland (Bayern) und Österreich (Tirol). Von Norden nach Süden sind dies die Nördliche Linderspitze (2372 m ü. A.), Mittlere Linderspitze (2239 m ü. A.) und Südliche Linderspitze (2305 m ü. A.).

## Lage und Umgebung
Die Linderspitzen liegen mittig in der Nördlichen Karwendelkette, die hier das bayrische Isartal im Westen vom österreichischen Karwendeltal im Südosten trennt. Die nächste Ortschaft ist das ca. zwei Kilometer nordwestlich gelegene Mittenwald. Der nächste Gipfel dem Kammverlauf der Nördlichen Karwendelkette in nördlicher Richtung folgend ist bereits die Westliche Karwendelspitze. In südlicher Richtung folgt die Sulzleklammspitze (2321 m ü. A.). Dazwischen befindet sich eine einfache Schutzhütte, scherzhaft mit einem Verkehrsschild „Fahrradverbot“ versehen. Die Staatsgrenze folgt direkt dem Kammverlauf.

## Anstiege
Auf dem Kamm der Nördlichen Karwendelkette verläuft der Mittenwalder Höhenweg, ein einfacher Klettersteig, dessen Einstieg von Norden über die Karwendelbahn von Mittenwald oder von Süden von der seit 2004 geschlossenen Tiroler Hütte (2153 m ü. A.) kommend erreicht werden kann. Alternativ gibt es einen Zustieg über den Heinrich-Noe-Steig von der Brunnsteinhütte kommend.